# Vjatjeslav Ovtjinnikov
Vjatjeslav Aleksandrovitj Ovtjinnikov (russisk: Вячесла́в Алекса́ндрович Овчи́нников, født 29. maj 1936 i Voronesj, Rusland, død 4. februar 2019) var en russisk komponist og dirigent.
Ovtjinnikov studerede komposition og direktion på Moskvas musikkonservatorium. Han studerede derefter videre hos Tikhon Khrennikov.
Han er mest kendt som filmkomponist og dirigent, men har også skrevet 6 symfonier, orkesterværker, balletmusik, korværker, vokalmusik, etc.

## Udvalgte værker
Filmmusik til
- Aleksandr Dovsjenkos Svenigora (1927)
- Aleksandr Dovsjenkos Arsenal (1929)
- Andrej Tarkovskijs Katok i skripka (1960)
- Andrej Tarkovskijs Ivans barndom (1962)
- Andrej Kontjalovskijs Den første lærer (1965)
- Andrej Tarkovskijs Den yderste dom (1966)
- Gennadij Sjpalikovs Dolgaja stjastlivaja zjizn (1966)
- Sergej Bondartjuks Krig og fred (1967)
- Andrej Kontjalovskijs En adelig rede (1969)
- Nikolaj Gubenkos Prisjol soldat s fronta (1971)
- Sergej Bondartjuks Oni srazjalis za Rodinu (1975)
- Sergej Bondartjuks Step (1977)
- Sergej Bondartjuks Boris Godunov (1986)

Symfonier
- Symfoni (1954, Rev. 1974) - for orkester
- Symfoni nr. 1 (1955-1957) - for orkester
- Symfoni nr. 2 Jurij Gagarin (symfonisk digtning, dedikeret til Jurij Gagarin (1956, Rev. 1972–1973) - for orkester
- Symfoni nr. 3 (1964) - for orkester
- Symfoni nr. 4 (1986) - for kor og orkester
- Symfoni nr. 5 (1991) - for orkester